# セロンガ
セロンガ（英語: Seronga）はボツワナノースウェスト地区の村。オカバンゴ・デルタの入り口にあり、地方空港が所在する。2001年の人口センサスによるとセロンガの人口は1,641人。

## 交通

### 空港
- セロンガ空港（英語版）